# الامانت
الامانت (به فرانسوی: Allamont) یک کامین در فرانسه است که در Canton of Conflans-en-Jarnisy واقع شده‌است.

## خصوصیات
الامانت ۹٫۰۶ کیلومترمربع مساحت و ۱۲۷ نفر جمعیت دارد و ۲۱۶ متر بالاتر از سطح دریا واقع شده‌است.